# Blauer Berg (Oberschoderlee)

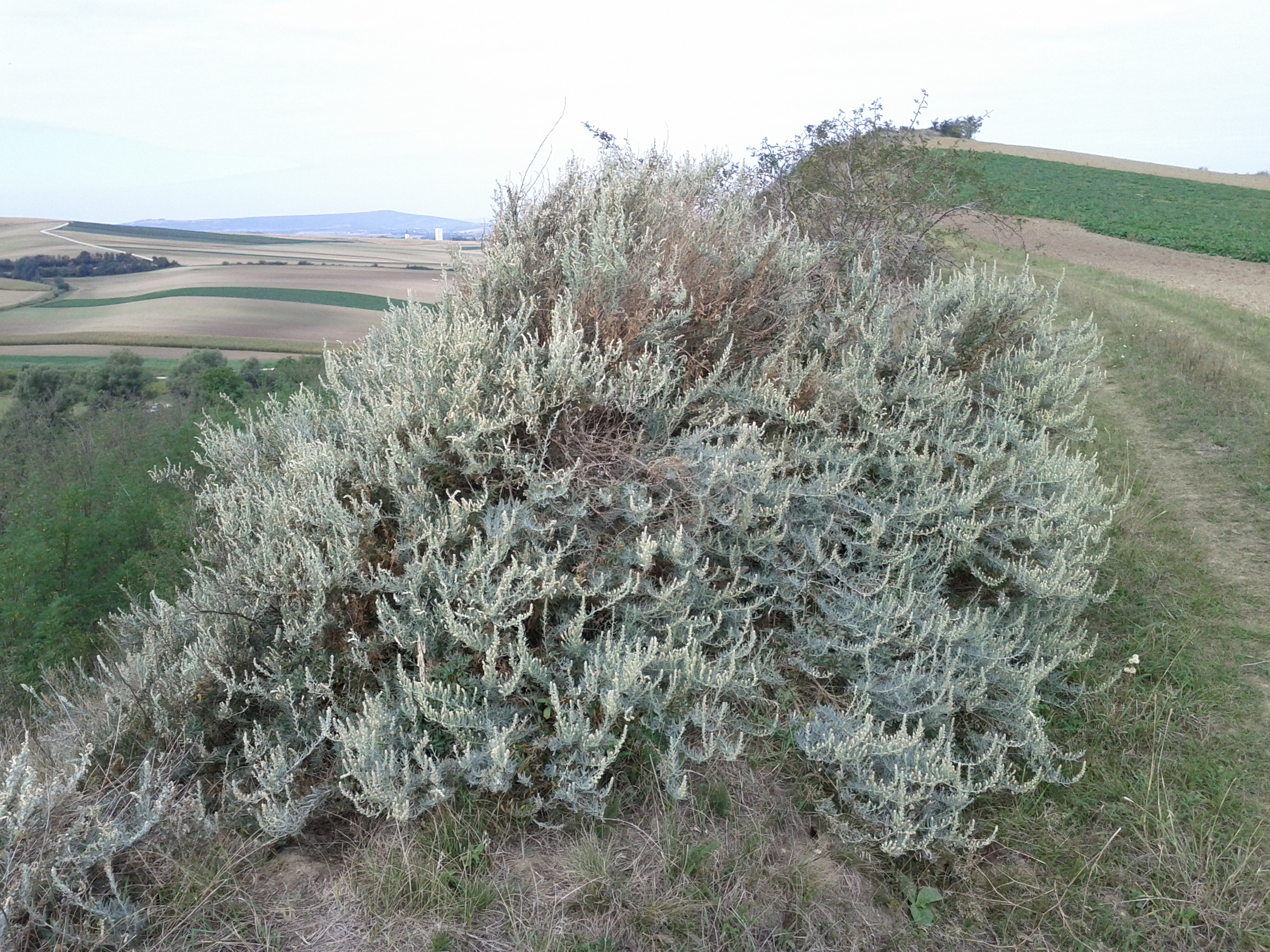
Die steil abfallende Geländestufe des Blauen Berges mit dem Vorkommen der Europa-Hornmelde.

Der Blaue Berg südöstlich von Oberschoderlee im Bezirk Mistelbach in Niederösterreich beherbergt einen südwestexponierten Lösstrockenrasen mit bemerkenswerter pannonischer Trockenvegetation von nationaler Bedeutung. Auf diesem Trockenrasen befindet sich eines der einzigen zwei Vorkommen der Europa-Hornmelde (Krascheninnikovia ceratoides) in Österreich.

## Geographie und Geologie
Beim Blauen Berg handelt es sich um einen etwa in Richtung Nord-Süd verlaufenden, am höchsten Punkt 284 m ü. A. messenden Geländezug. Östlich fällt das Gelände flach ab und weist, wie für das Weinviertel typisch, eine intensive Ackerbaunutzung auf. Nach Westen bzw. Südwesten bricht der Berg abrupt und mit über 60 % Neigung in Form einer Lössböschung ab. Am Fuße dieser Böschung befindet sich ein Tal, das sich vom Dorf Oberschoderlee nach Südosten gegen den Haslerberg erstreckt und in dem der Gießbach entspringt, der wenig weiter nördlich in die Pulkau mündet.
Das Gebiet um Oberschoderlee gehört aus geologischer Sicht zur Laa-Formation aus dem Karpatium. Am Blauen Berg entstand während der letzten Eiszeit durch Bodenfließen ein mit Löss bedeckter Steilhang. Die windexponierte Position ließ den Löss vielfach offen zutage treten und verhinderte zusammen mit der steilen Hanglage eine geschlossene Vegetationsdecke und führt zur Entstehung einer Substratsteppe. Dies erlaubte es nur Trockenheitsspezialisten den Ort dauerhaft zu besiedeln.

## Flora und Fauna
Die größte botanische Rarität des Blauen Berges ist die Europa-Hornmelde, eine Art aus der Familie der Fuchsschwanzgewächse, die vor allem auf der Hangoberkante und auch teilweise auf den offenen Teilen der Böschung auftritt. Die Hornmelde ist ein kräftiger, aufgrund dicht stehender Sternhaare graufilzig erscheinender, aufrecht wachsender und meist 50 bis 100 Zentimeter hoher Halbstrauch mit unscheinbaren, grünlichen Blüten. Die Blühzeit ist von August bis September. Das heutige Hauptverbreitungsgebiet der Art liegt in den kalten Gebirgssteppen Zentral- und Ostasiens. Während und unmittelbar nach der letzten Eiszeit befanden sich auch in Mitteleuropa ausgedehnte Kältesteppen und somit geeignete Habitate für die Hornmelde. Man geht davon aus, dass sich die Art dadurch bis an den Rand der vergletscherten Teile der Alpen ausbreiten konnte. Nach dem Ansteigen der Temperaturen wurde sie wieder von anspruchsvolleren Arten verdrängt und konnte sich nur an wenigen, extremen Trockenstandorten, wie dem Blauen Berg, behaupten. Ein endgültiger Beweis, dass es sich bei der Hornmelde um ein eiszeitliches Kältesteppenrelikt handelt, steht allerdings noch aus. Während Gustav Wendelberger 1971 die Hornmelde als „eines der ältesten Relikte des pannonischen Raumes“ bezeichnete, hielt sie 1890 Günther Beck aufgrund der ruderalen Standorte für „wohl nur aus dem Oriente eingeschleppt“. In Österreich sind heute Vorkommen der Hornmelde nur mehr am Blauen Berg sowie bei Goggendorf bekannt und die Art gilt als stark gefährdet.
Neben der Hornmelde sind als stark gefährdete Arten der Löss-Löwenzahn (Taraxacum serotinum) und die Spatzenzunge (Thymelaea passerina) zu nennen. Als gefährdete Arten, die am Blauen Berg auftreten, sind Sommer-Adonis (Adonis aestivalis), Essig-Rose (Rosa gallica), Österreich-Tragant (Astragalus austriacus), Kletten-Igelsame (Lappula squarrosa), Langstachel-Haftdolde (Caucalis platycarpos subsp. platycarpos), Pannonische Echt-Schafgarbe (Achillea pannonica) und Wallis-Schwingel (Festuca valesiaca) zu erwähnen. Pflanzensoziologisch wurde der Lösshang zum „Salvio nemorosae-Festucetum rupicolae“ bzw. zum „Astragalo exscapi-Crambetum tatariae“ gestellt, also zu den kontinentalen Trockenrasen. Ausgehend vom Hangfuß wurde der Trockenrasen nach Aufgabe der klassischen Landnutzung bzw. Beweidung im 20. Jahrhundert allmählich von Robinien besiedelt und teilweise zerstört.
Aus faunistischer Sicht konnten am Blauen Berg 27 Tagfalterarten, von denen 8 auf der Roten Liste Österreichs stehen, 23 Heuschreckenarten, von denen 7 auf der Roten Liste Österreichs stehen, die Europäische Gottesanbeterin und 39 Vogelarten, darunter der Bienenfresser und der Uhu, nachgewiesen werden.

## Gefährdung und Schutz
Das Vorkommen der Hornmelde am Blauen Berg wurde von Pfarrer Ripper aus Stronsdorf entdeckt und im Jahr 1906 vom Wiener Lehrer Teyber herbarisiert und dokumentiert. Im österreichischen Trockenrasenkatalog wurde der Blaue Berg als „national bedeutend“ eingestuft, allerdings eine Zerstörung durch eine Besiedlung durch Robinien prophezeit. Am 19. Oktober 1987 wurde ein Teilbereich am Gipfel des Blauen Berges zum Naturdenkmal erklärt, dessen expliziter Zweck die Erhaltung des Hornmeldevorkommens ist. Allerdings blieb das Vorkommen aufgrund fehlender Pflegemaßnahmen weiterhin gefährdet und es drangen Robinien zum Teil bis an die Hangoberkante vor. Die Robinie lagert wie alle Schmetterlingsblütler im Boden Stickstoff an, düngt diesen dadurch und macht ihn für Allerweltsarten besiedelbar, welche die seltenen, spezialisierten Arten in Folge verdrängen. Allerdings sind die steileren Geländeabschnitte starken Erosionskräften ausgesetzt, die eine Besiedlung durch andere Gehölze außer der Hornmelde verhindern. Auf dem Hang vordringende Individuen der Robinie und Feld-Ulme zeigen außerdem deutliche Schädigungen durch Trockenheit. Neben der Hornmelde scheinen an den extremsten Stellen nur Annuelle und krautige Trockenrasen-Arten gedeihen zu können. Eine Gefährdung der Hornmelde durch vordringende Robinien besteht daher nur in den unteren Bereichen des Abhangs. Eine Gefährdung durch diffuse Nährstoffeinträge oder Pestizide aus den unmittelbar angrenzenden landwirtschaftlichen Flächen oder aus der Luft ist bisher nicht nachweisbar. Der Lösstrockenrasen am Blauen Berg ist hier gegenüber vergleichbaren Biotopen im Weinviertel besser gestellt, da er am höchsten Punkt des Berges liegt und sich keine landwirtschaftlichen Flächen hangaufwärts befinden, aus denen die schädlichen Substanzen herunterrinnen könnten.
Um das Jahr 2006 führte der Naturschutzbund Niederösterreich ein Projekt zur Verbesserung der Naturschutzsituation am Blauen Berg durch. Es galt die Vorkommen der Hornmelde zu sichern, den Lösstrockenrasen langfristig zu erhalten und zu fördern und in der lokalen Bevölkerung das Bewusstsein für die vor der Haustüre liegenden Naturschätze zu entwickeln. Als konkrete Maßnahmen wurden u. a. die Vorkommen der Hornmelde kartographisch erfasst, eine floristische und faunistische Überblickserhebung durchgeführt, Pflegemaßnahmen, wie das Entfernen von Robinen, geplant und durchgeführt und Kommunikationsarbeit geleistet. Das Zurückdrängen der Robinien wurde bereits in der Erklärung zum Naturdenkmal als besondere Schutzmaßnahme verfügt, jedoch bis zum Start des Schutzprojekts nicht verwirklicht. Eine im Projektendbericht vorgeschlagene Einrichtung einer Pufferzone zu den landwirtschaftlichen Flächen wurde bisher nicht umgesetzt.

## Bilder

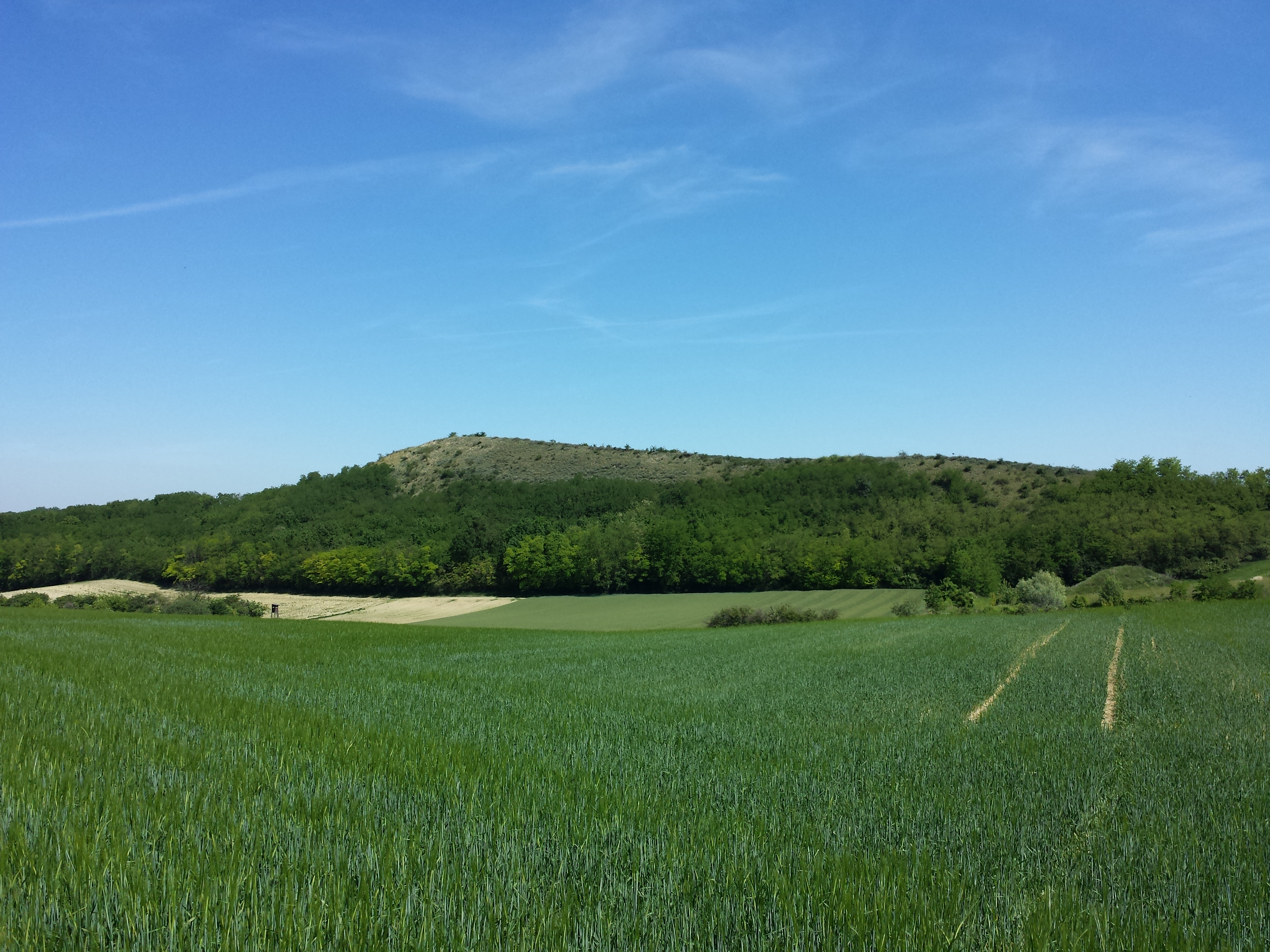
Der Blaue Berg von Süden aus gesehen.
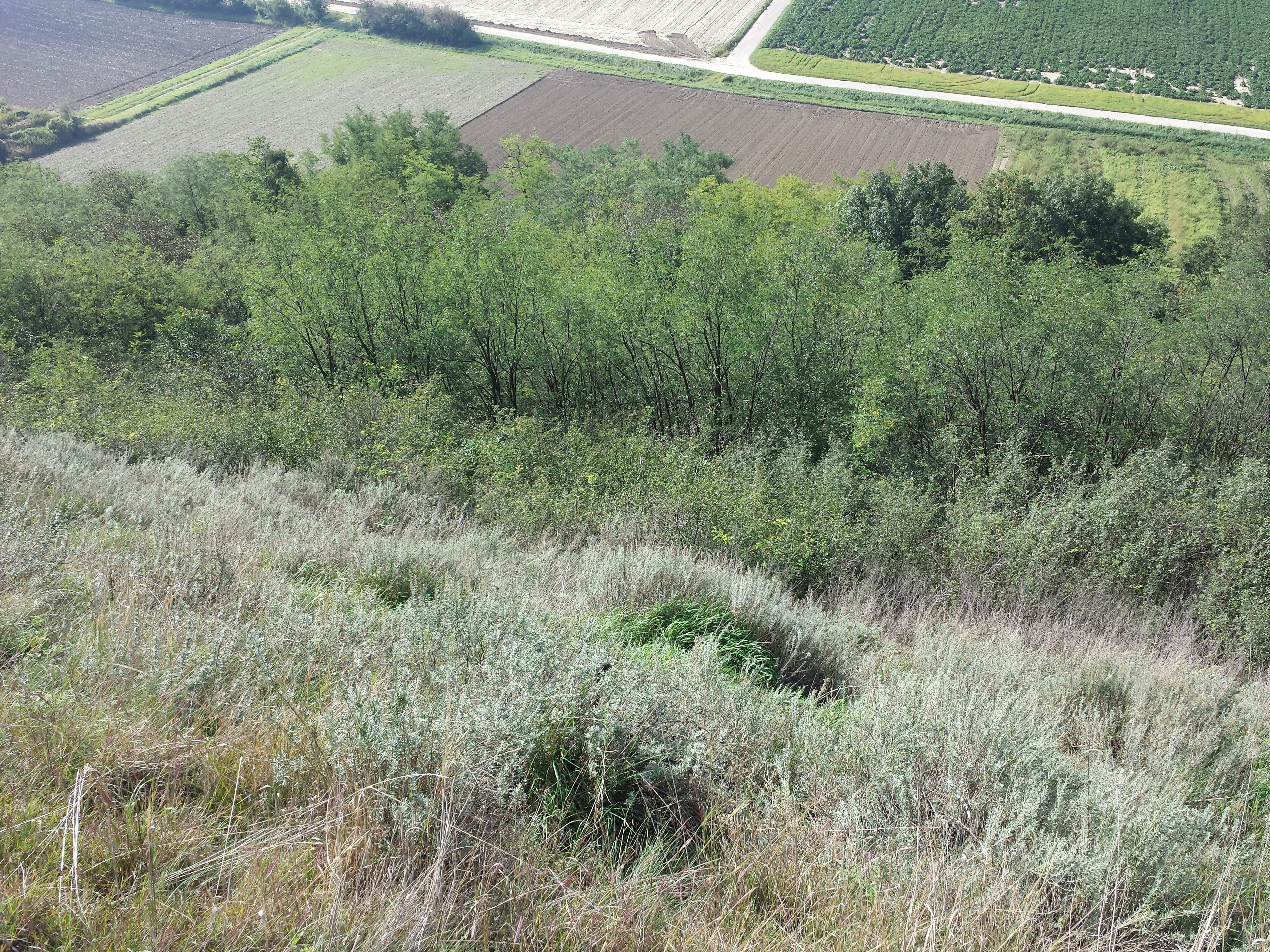
Der Bergfuß ist mit Robinien bestockt, die sich in den Lösstrockenrasen hineinfressen. Im Vordergrund Hornmelde.
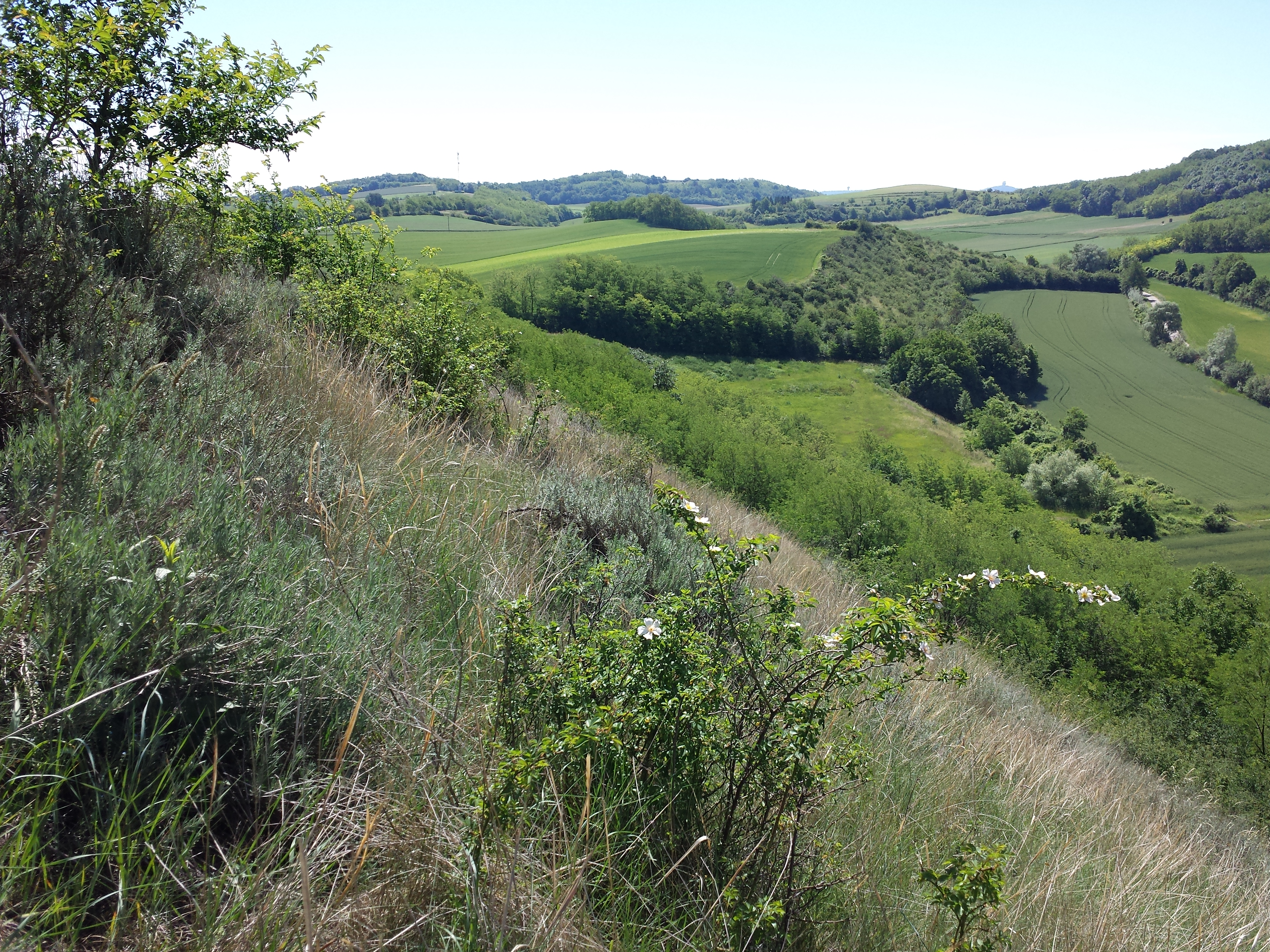
Blick vom steilen Lösstrockenrasen Richtung Südosten.
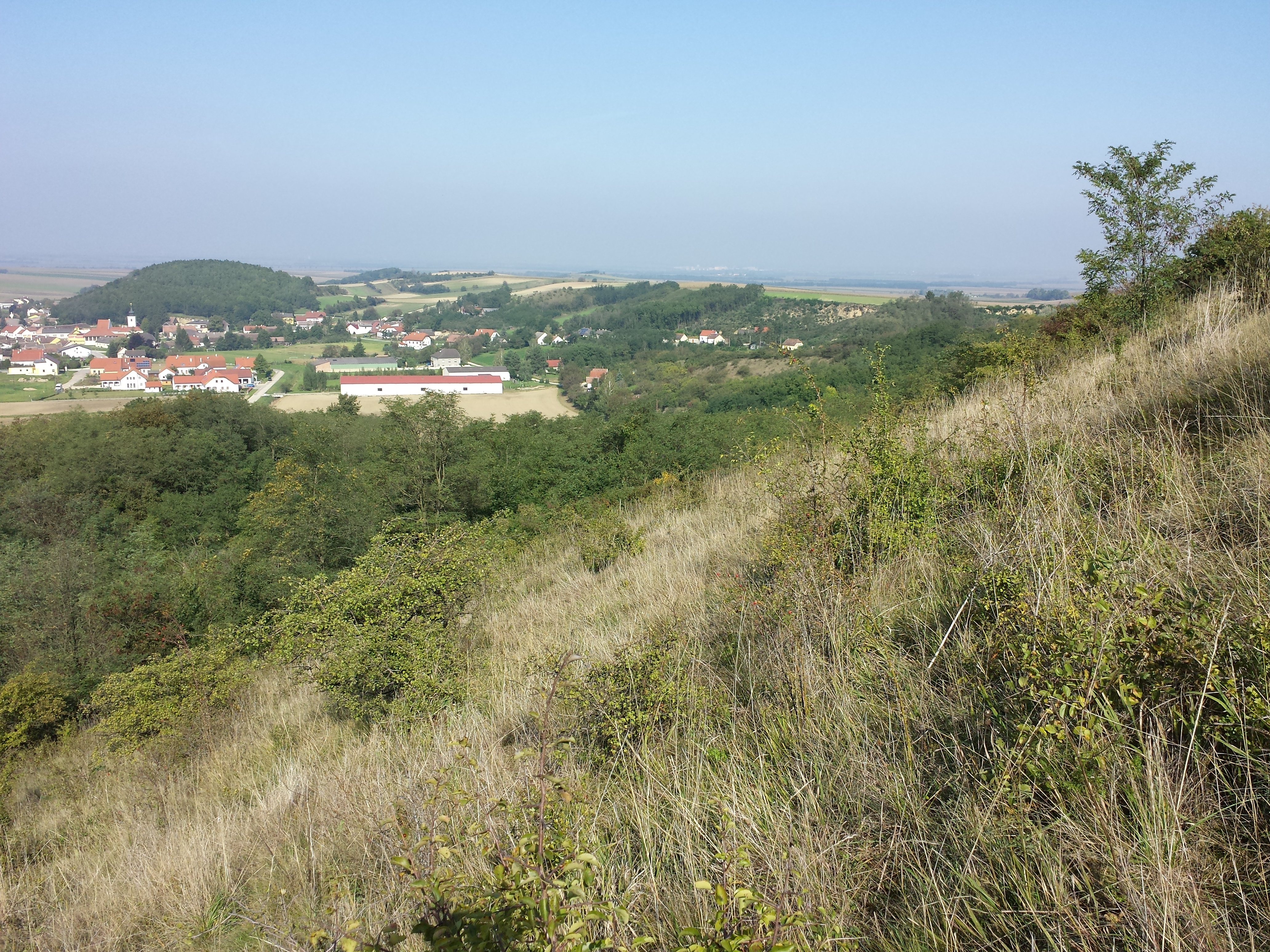
Blick Richtung Nordwesten auf den Ort Oberschoderlee.
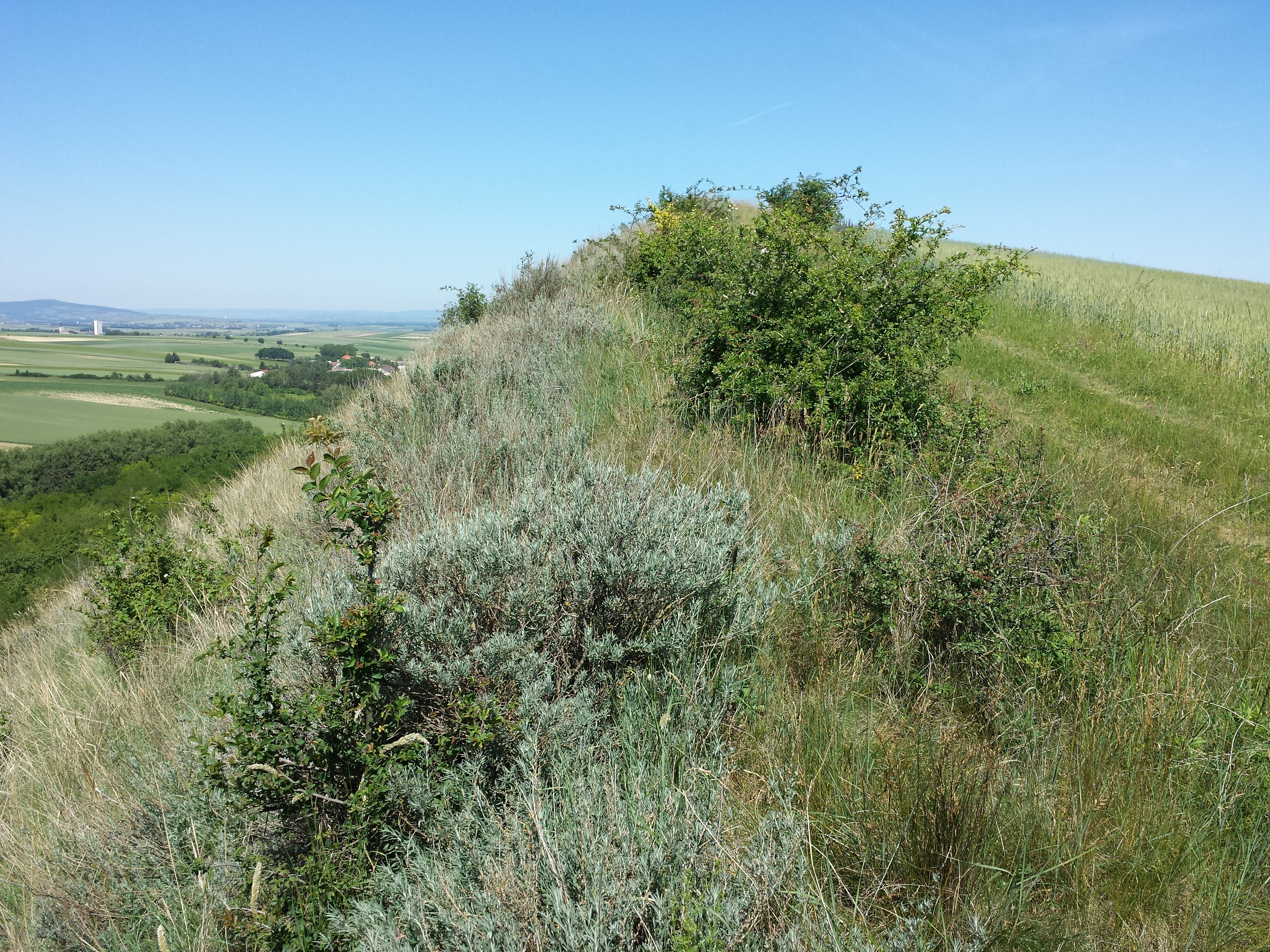
Die Hangoberkante mit dem Vorkommen der Hornmelde, rechts vom Weg eine landwirtschaftliche Monokultur.
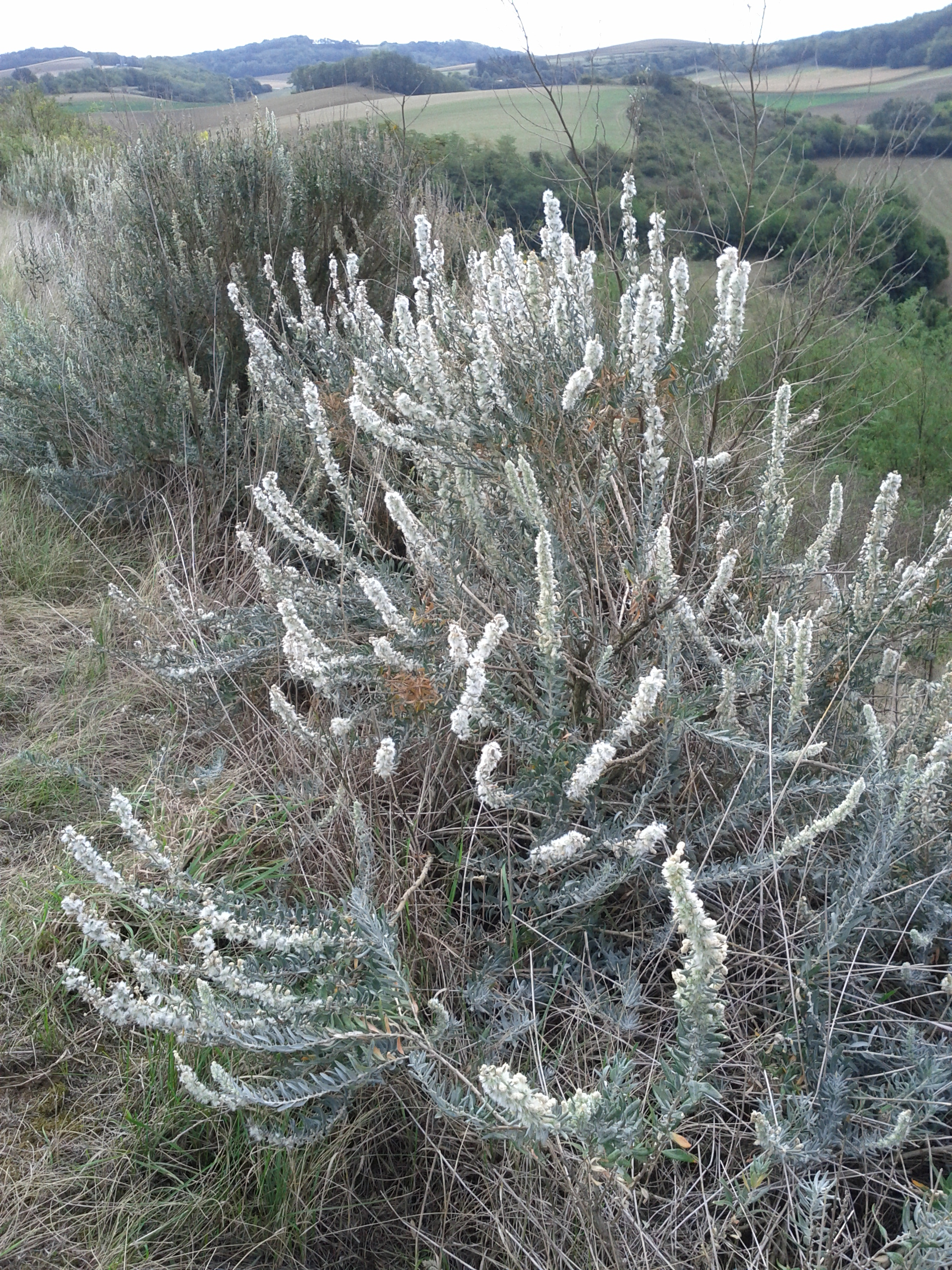
Blühende Europa-Hornmelde (Krascheninnikovia ceratoides), in Österreich stark gefährdet.
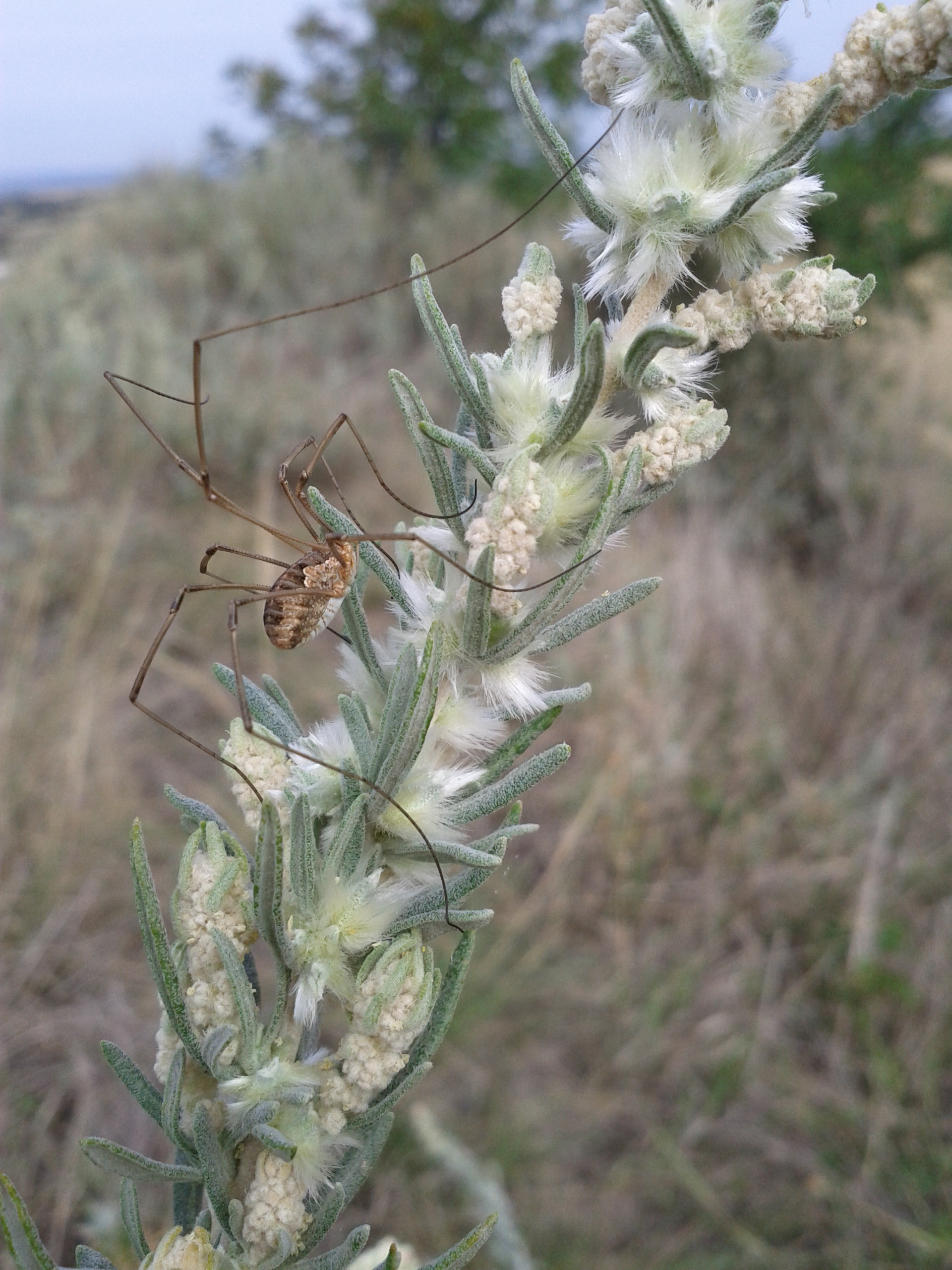
Blütenstand der Hornmelde mit einem Kanker.
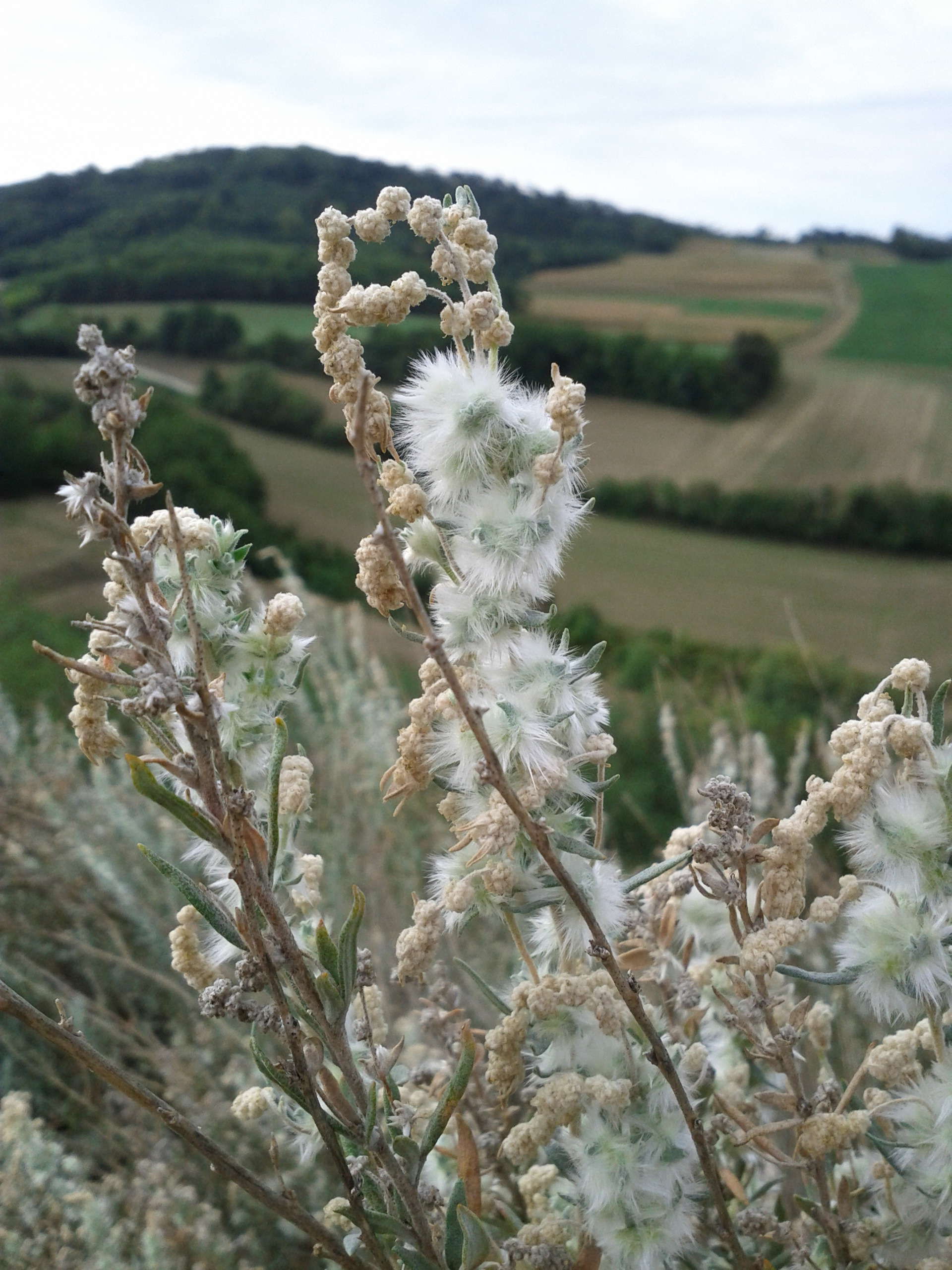
Hornmelde, erkennbar ist die starke Behaarung.
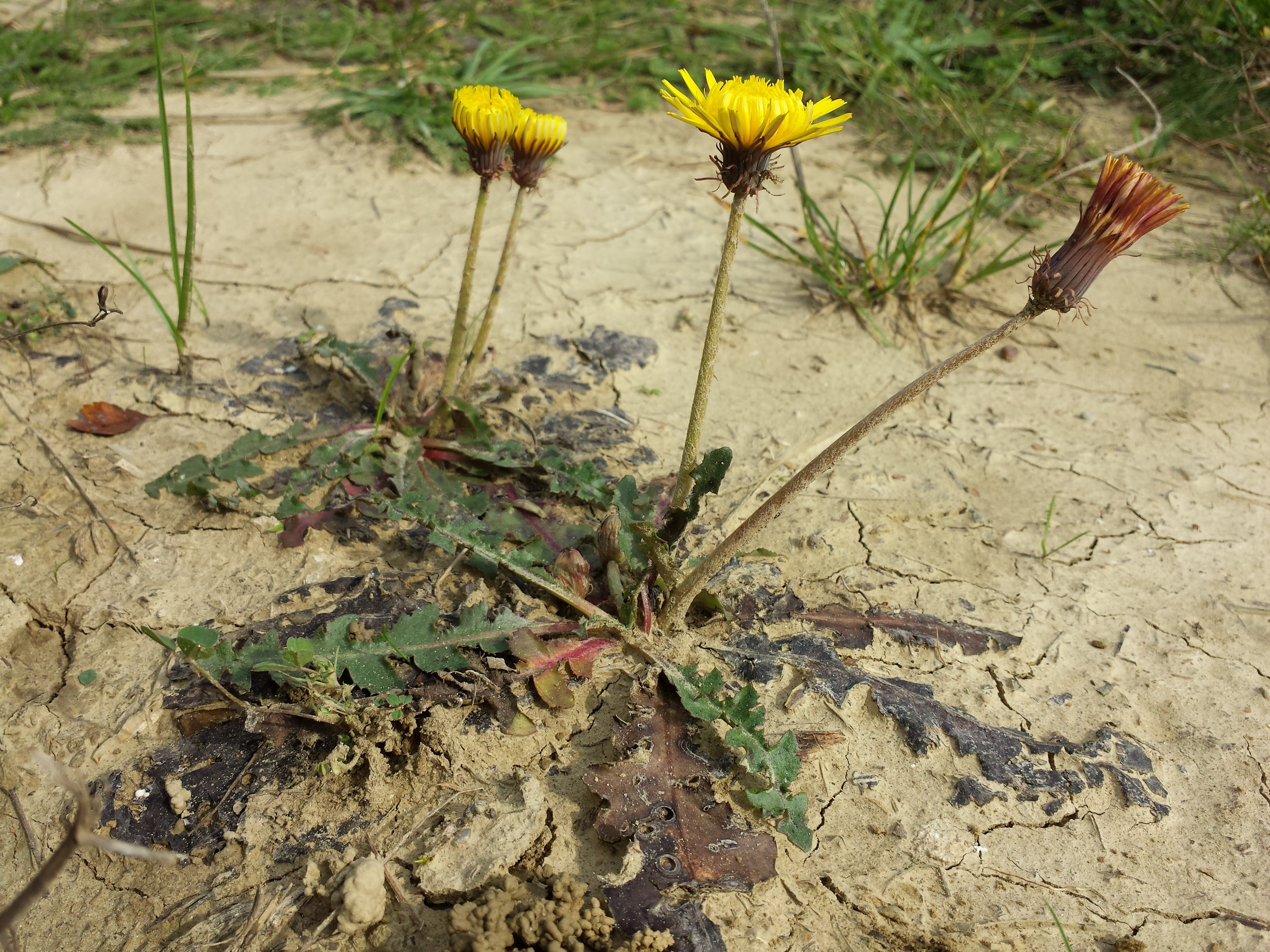
Löss-Löwenzahn (Taraxacum serotinum), in Österreich stark gefährdet.
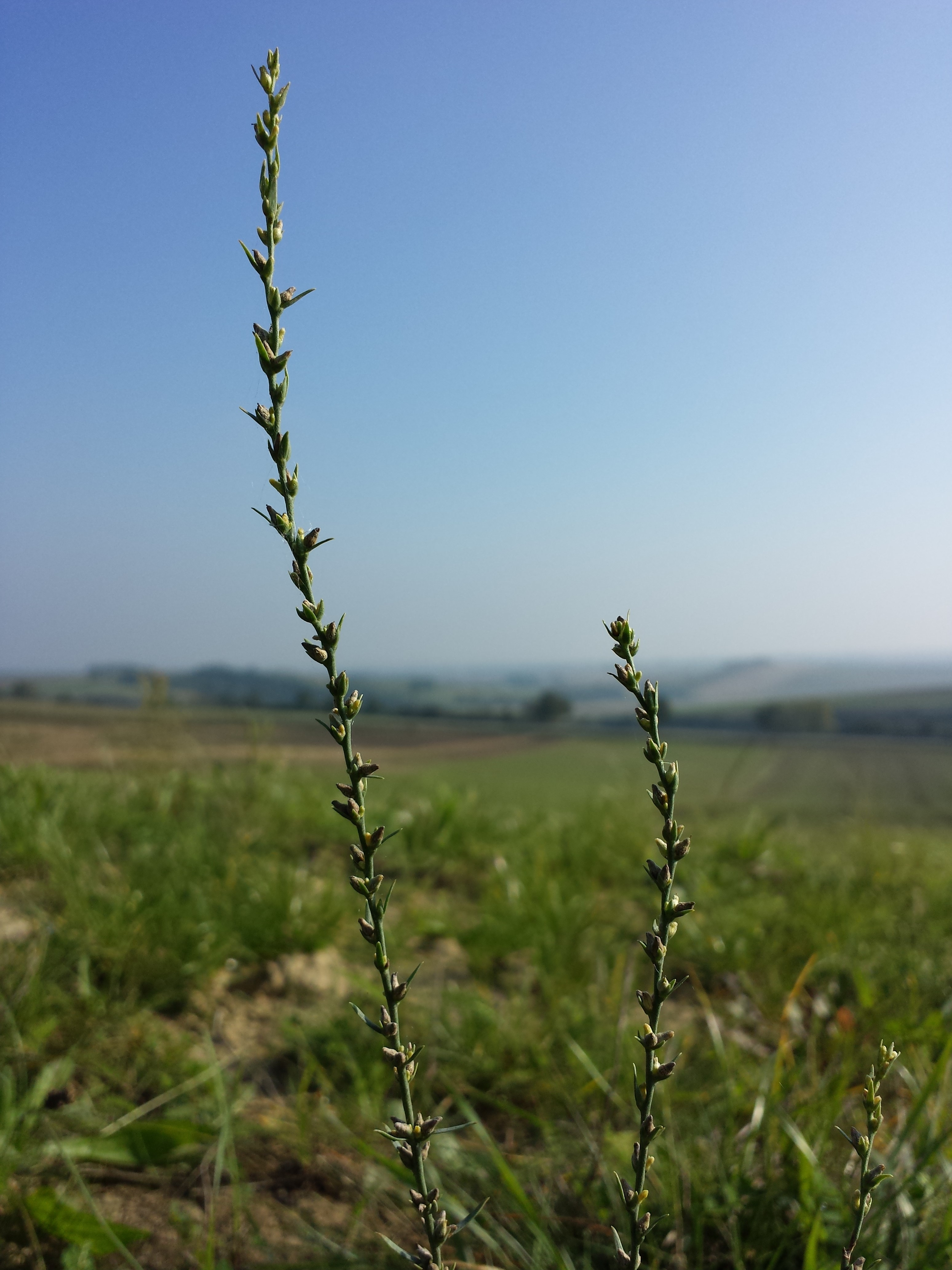
Spatzenzunge (Thymelaea passerina), in Österreich stark gefährdet.
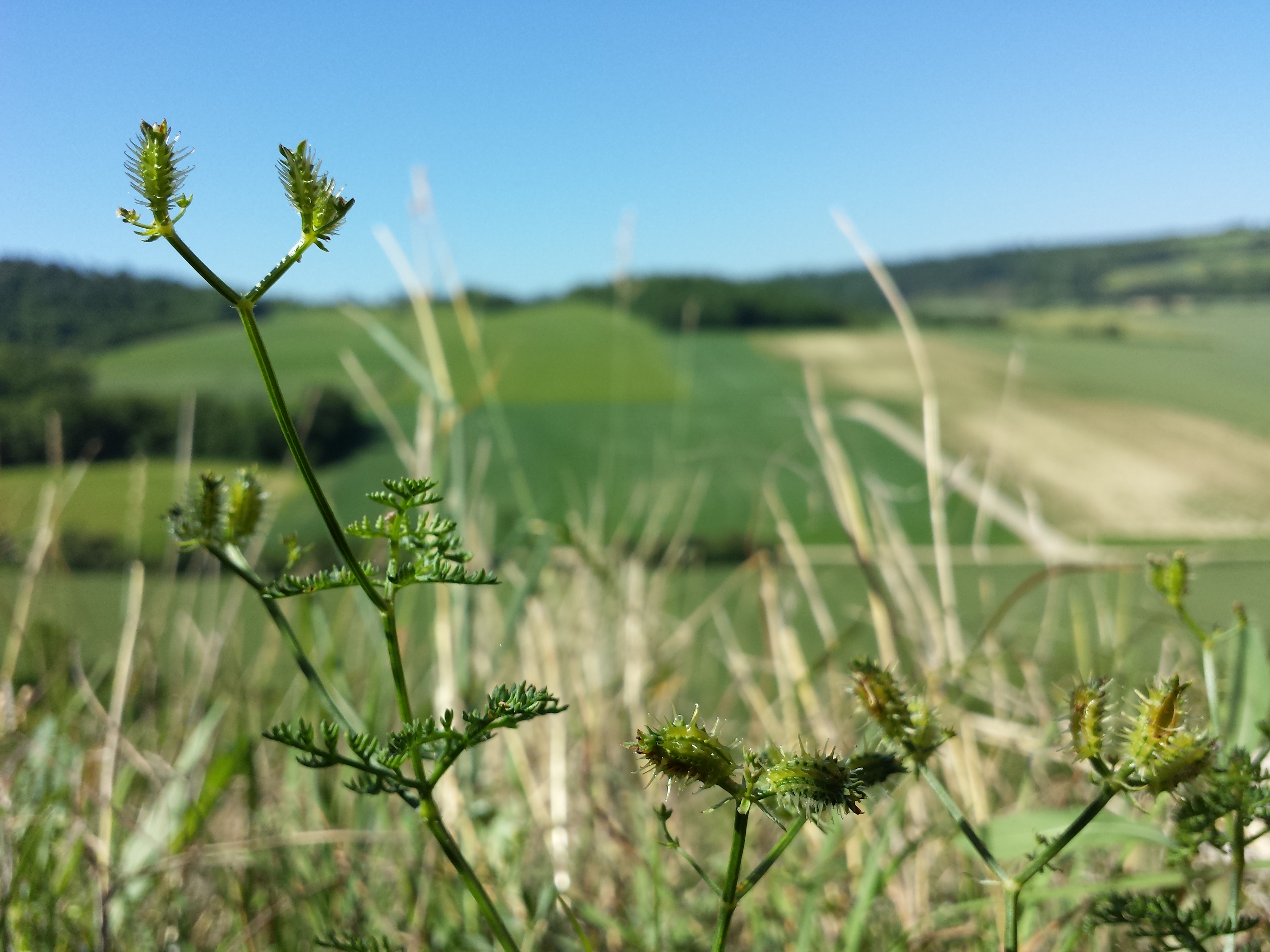
Langstachel-Haftdolde (Caucalis platycarpos subsp. platycarpos), in Österreich gefährdet.
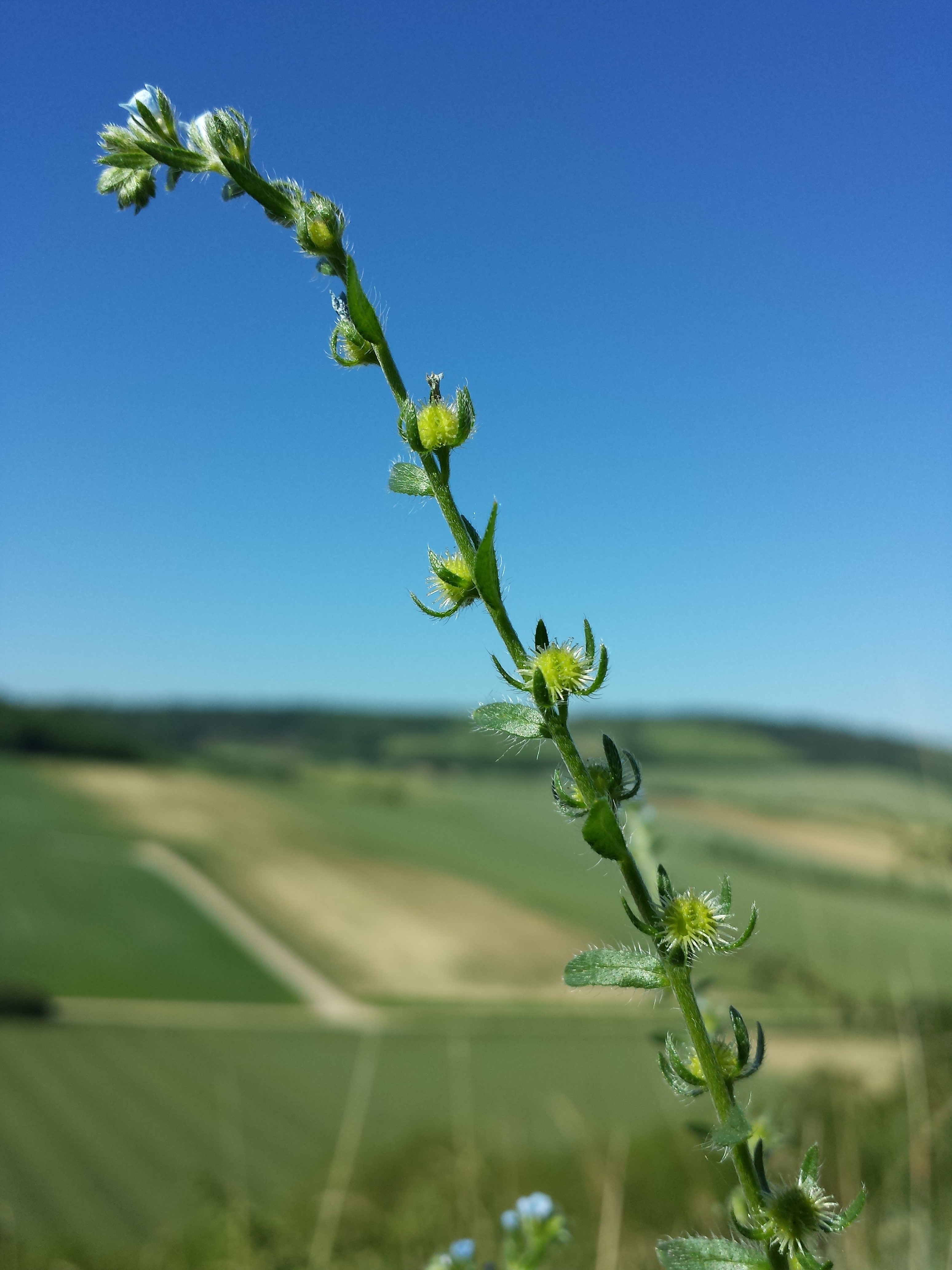
Kletten-Igelsame (Lappula squarrosa), in Österreich gefährdet.